# Харрис, Джонатан (историк)
Джонатан Харрис (англ. Jonathan Harris) — британский историк. Профессор истории Византии в колледже Роял Холлоуэй Лондонского университета. Исследования Харриса касаются византийской истории 900—1460 годов, отношений между Византией и Западом, особенно во время крестовых походов и итальянского возрождения, а также истории греческой диаспоры после 1453 года.

## Избранные публикации
- The Lost World of Byzantium, New Haven and London: Yale University Press, 2015.
- Byzantines, Latins and Turks in the Eastern Mediterranean World after 1150, Oxford: Oxford University Press, 2012. (Edited with Holmes, C. & Russell, E.)
- The End of Byzantium, New Haven; London: Yale University Press, 2010.
- Constantinople: Capital of Byzantium, London; Hambledon: Continuum, 2007.
- Palgrave Advances in Byzantine History, Basingstoke and New York: Palgrave Macmillan, 2005. (Editor)
- Byzantium and the Crusades, London; Hambledon: Bloomsbury Academic 2003.

На русском
- Джонатан Харрис. Византия. История исчезнувшей империи / Пер. с англ. Н. Нарциссовой. — М.: Альпина нон-фикшн, 2017. — 408 с. — ISBN 978-5-91671-755-6.